# Бакальский район (Крым)

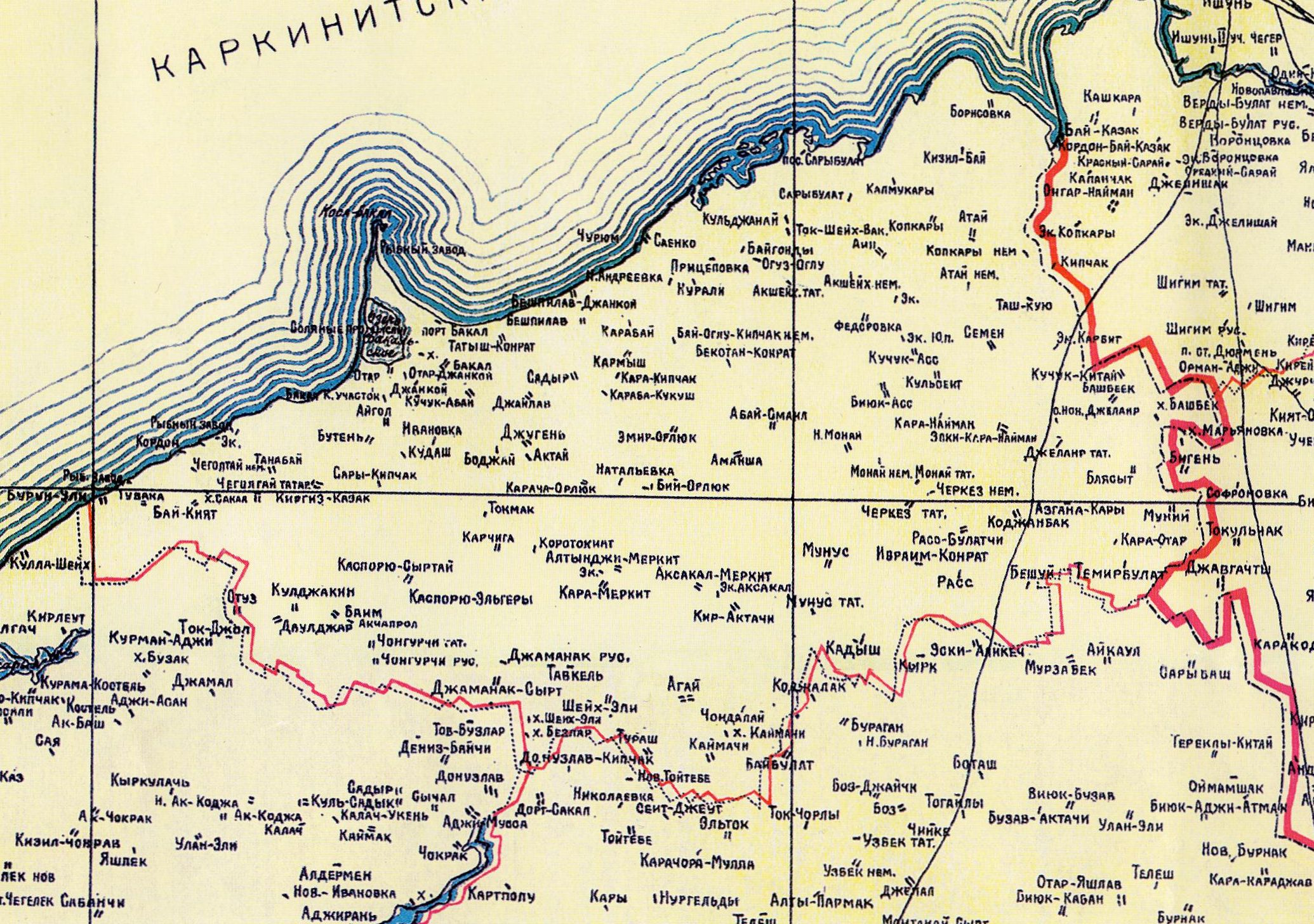
Бакальский район на карте Крымского статистического управления, 1922 г.

Бакальский райо́н (укр. Бакальський район, крымскотат. Baqqal rayonı, Бакъкъал районы) — упразднённая административно-территориальная единица Крымской АССР, с центром в селе Ак-Шеих, существовавшая в 1921—1923 годах.

## География
Располагался район на северо-западе полуострова, в степном Крыму, от побережья Каркинитского залива Чёрного моря. Занимал территорию большей части современного Раздольненского района, без крайней южной части. Также включал некоторые сёла северо-запада Первомайского и северо-востока Черноморского районов.

## История
Был образован после упразднения волостной системы постановлением Крымревкома от 8 января 1921 года. Упразднён 11 октября 1923 года, когда, согласно постановлению ВЦИК РСФСР, в административное деление Крымской АССР были внесены изменения, округа ликвидированы, введено новое деление на районы и села передали в укрупнённый Евпаторийский район.